# Sensori di gas
Il sensore di gas è un dispositivo che rileva la presenza di uno o più tipi di gas all'interno di un ambiente, in genere come parte di un sistema di sicurezza. I vari tipi di sensori di gas possono essere classificati in base al principio di trasduzione nelle seguenti categorie:
- elettrochimici
- catalitici
- semiconduttore
- ottici.

## Sensori di gas elettrochimici
I sensori elettrochimici hanno fatto la loro comparsa nei primi anni ‘50 per monitorare la quantità di ossigeno ambientale. Negli anni ‘80 questi sensori hanno subìto un netto processo di miniaturizzazione che ne ha consentito una prima diffusione sul mercato.
Il principio di funzionamento con cui questi sensori operano fa sì che esista una proporzionalità diretta tra la concentrazione del gas che si vuole misurare e la corrente elettrica in uscita dal sensore.
La struttura di questi sensori viene schematizzata nella seguente illustrazione:

### Struttura
Questi sensori sono costituiti tipicamente da:
- elettrodo sensibile (anodo), detto anche elettrodo di lavoro;
- elettrodo di accumulo (catodo);
- elettrodo di riferimento;
- elettrolita;
- membrana.

Attraverso una piccola apertura, il gas in esame si diffonde all'interno del sensore attraversando una membrana igroscopica, costituita tipicamente da sottili pellicole di Teflon a bassa porosità, che evita il passaggio di vapor acqueo come mostrato nella figura seguente.
Questo approccio consente il passaggio di un adeguato flusso di gas, che andrà a reagire con l'elettrodo di rilevamento per produrre un segnale elettrico sufficiente, evitando la fuoriuscita dell'elettrolita presente nel sensore.
Il gas che si diffonde attraverso la barriera reagisce con la superficie dell'elettrodo di rilevamento provocando la reazione di ossidazione e/o riduzione; l'elettrolita presente all'interno del sensore agevola il passaggio della carica ionica da un elettrodo all'altro. Queste reazioni cambiano in base alla natura del gas da misurare, per questo la scelta del tipo di materiale che costituisce l'elettrodo risulta fondamentale per la sensibilità del sensore; in generale gli elettrodi sono composti da metalli nobili come il platino o oro e possono anche essere costituiti da leghe.
Tra i gli elettrodi di catodo e anodo viene posta una resistenza che consente il passaggio di una corrente proporzionale alla concentrazione del gas.
Questa tipologia di sensori consente di convertire quindi, la concentrazione di un gas in un flusso di corrente elettrica.
Alcuni di questi sensori, per funzionare, hanno la necessità di avere applicata esternamente una differenza di potenziale che dovrebbe rimanere costante. Questa tensione, logicamente, non rimane costante a causa delle continue reazioni di ossidoriduzione che avvengono nel sensore.
Per avere quindi un corretto funzionamento viene posto tra l'anodo e il catodo e all'interno dell'elettrolita, l'elettrodo di riferimento ad una ben determinata tensione ottenuta da una misura tra catodo e anodo in un ben noto set sperimentale. Nella maggior parte dei casi l'elettrodo di riferimento e quello di rilevamento vengono connessi tramite un ponte esterno alla camera di reazione.

### Caratteristiche
Possono essere sintetizzati di seguito alcune caratteristiche dei sensori elettrochimici:
- per funzionare hanno necessità di una buona quantità di ossigeno. Questa caratteristica deriva dal tipo di reazioni che avvengono; infatti se per esempio consideriamo la seguente reazione sull'anodo: CO + H2O → CO2 + 2 H+ + 2 e-
 contemporaneamente sul catodo deve avvenire la seguente reazione: O2 + 4 H+ + 4 e- → 2 H2O  
Per questo la presenza dell'ossigeno è indispensabile per il corretto funzionamento del sensore. Se le quantità di ossigeno sono inferiori a quelle necessarie il sensore va incontro ad un progressivo deterioramento.
- Alcuni sensori hanno la necessità di avere applicata agli elettrodi una tensione di bias costante. Se questa tensione varia o è assente il sensore può essere inutilizzabile.
- Questa tipologia di sensori è poco sensibile ad oscillazioni di temperatura e umidità, operano tipicamente a temperature intorno a 25 °C e 65% di umidità relativa.
- Per quanto riguarda la selettività di questi sensori, ovvero la capacità di un sensore a non essere influenzato da altri agenti chimici oltre a quello di misura, questa dipende fortemente dal tipo di gas e da come il sensore è stato costituito. In particolare, il gas che risente meno (quasi per niente) del disturbo di altre sostanze è l'ossigeno, se prendiamo in considerazioni altri gas, ad esempio l'ossido di zolfo (SO2) il rapporto tra concentrazione del gas di disturbo e concentrazione letta erroneamente dal sensore è pari a 0.3:1.

## Sensori di gas catalitici
Questa categoria di sensori è utilizzata da circa 50 anni principalmente per rilevare gas di tipo combustibile, potremmo dire di fatto che ha sostituito i canarini all'interno delle miniere di carbone.
Il principio di funzionamento di questi sensori si basa su un processo di combustione catalitica. I gas combustibili hanno una ben determinata temperatura alla quale bruciano, tuttavia, se è presente il giusto catalizzatore, questo valore di temperatura può essere variato consentendo la combustione a temperature notevolmente inferiori.

### Struttura
Il sensore è costituito da due filamenti metallici, uno di riferimento ed uno di rilevazione. Per le sue proprietà chimiche e fisiche il materiale utilizzato per entrambi i filamenti è spesso il platino. Il platino ha la proprietà di variare la propria resistenza in modo lineare (in intervalli che vanno da 500 °C sino a 1000 °C) al variare della temperatura.
In sostanza, questo sensore consente di convertire una variazione di concentrazione di gas in una variazione di resistenza, per cui ciò che effettivamente va misurata è la resistenza in uscita da questo sensore.
Il filamento di riferimento non deve essere influenzato dal variare della concentrazione dei gas, per questo motivo può essere costituito o da platino chimicamente trattato o da materiali che non hanno proprietà catalitiche (come ad esempio, l'oro).
Inizialmente questi sensori venivano costruiti utilizzando come elementi sensibili dei semplici avvolgimenti. Questa tecnica non permetteva di miniaturizzare il dispositivo, inoltre, a causa della sua architettura, le temperatura di esercizio del sensore erano portate intorno agli 800 – 1000 °C.
Per ovviare a questi problemi, come si può osservare dall'immagine sopra, l'elemento sensibile è stato ottimizzato riducendo la sezione del filamento di platino e le dimensioni complessive. Questo ha portato come vantaggi la riduzione dei consumi, la miniaturizzazione del sensore e l'abbassamento delle temperature di esercizio sino a 400 – 600 °C.

### Caratteristiche
Possono essere sintetizzati di seguito alcune caratteristiche dei sensori catalitici:
- Con il prolungarsi del periodo di esercizio il sensore viene sottoposto alla presenza di diversi inquinanti (gas di disturbo) che provocano l'alterazione delle proprietà catalitiche del sensore e ne degradano le prestazioni.
- Esistono alcuni composti particolari come gli alogenuri e il freon che possono inibire temporaneamente il funzionamento del sensore o comprometterne in modo definitivo il funzionamento.
- Se il dispositivo si trova esposto a concentrazioni troppo elevate di gas i filamenti possono raggiungere temperature che ne compromettono la geometria e le proprietà elettriche in modo irreversibile.
- Per quanto riguarda la sensibilità questi sensori sono generalmente poco selettivi a singoli agenti chimici, sono per lo più selettivi a categorie di composti.

## Sensori di gas a semiconduttore
Questa categoria di sensori è nata verso la fine negli anni '60 ad opera di Naoyoshi Taguchi. Egli notò che il comportamento della giunzione p-n di un semiconduttore risentiva del tipo di gas presenti nell'ambiente.
Il principio di funzionamento di questi sensori sfrutta materiali sensibili come l'ossido stannico (SnO2). Quando un ossido come il cristallo di SnO2 viene riscaldato ad elevate temperatura in aria, l'ossigeno viene adsorbito all'interno del materiale con una carica negativa: questo fa si che sulla faccia superiore del materiale si formi una barriera di potenziale come mostrato nella seguente figura:
Come si può notare tra i bordi dei cristalli si formano barriere di potenziale che vanno a costituire il valore di resistenza del materiale.
Se il dispositivo è inondato da un gas dalla capacità riducente la quantità dell'ossigeno adsorbito diminuisce causando una diminuzione delle cariche negative assorbite ed un abbassamento della barriera di potenziale.
Questa situazione è descritta nella seguente immagine:
La relazione tra resistenza del materiale e concentrazione di gas riducente può essere espressa dalla seguente relazione:
Rs=A Cα
Dove Rs rappresenta la resistenza del sensore, A è una costante dipendente dallo specifico sensore, α è una costante che dipendente dalle caratteristiche del materiale, C è la concentrazione del gas riducente.
Le caratteristiche principali di questi tipi di sensori sono la longevità e la capacità di essere sensibili ad un numero molto elevato di composti; hanno però scarsa selettività a precisi composti chimici. Inoltre, vanno tenute in debito conto le variazioni di temperatura, umidità e di concentrazione di ossigeno  (ovviamente quest'ultimo è indispensabile per l'utilizzo del sensore). Anche questo sensore risente di impurità che vanno a deteriorare il suo corretto funzionamento.

## Sensori di gas ottici
Questi sensori sono sicuramente i più recenti tecnologicamente parlando. Utilizzando come principio base l'interazione tra onde elettromagnetiche e materia è possibile risalire al tipo e alla concentrazione di ogni gas in virtù del fatto che ogni elemento chimico ha un proprio determinato spettro di assorbimento.
I sensori che sfruttano questo principio possono essere profondamente diversi tra loro, in questa trattazione ne verrà affrontato una sola tipologia a titolo di esempio.
In questa struttura il gas da esaminare viene condotto all'interno della cavità nella quale è presente un generatore di onde elettromagnetiche da una estremità e un ricevitore in ascolto dall'altra. Conoscendo la potenza dell'onda trasmessa e misurando quella di ritorno è possibile risalire alla quantità di energia assorbita dal gas. Per cui, conoscendo la potenza assorbita e la lunghezza d'onda dell'onda sorgente è possibile risalire alla specie chimica e alla sua concentrazione.
Per sua natura questo tipo di sensore risente in modo netto delle variazioni di temperatura, infatti i coefficienti di assorbimento sono funzione della temperatura (anche se non in modo esplicito).
Inoltre anche alti valori di umidità possono compromette il sensore o invalidare una misura.
Il problema più grave che ad oggi affligge questa categoria di sensori è la selettività. Infatti, se si calibra un sensore con metano puro e si inseriscono piccole quantità di propano o butano il sistema va in saturazione.